# Kunčí
Kunčí je vesnice, část města Slatiňany v okrese Chrudim. Nachází se asi 2 km na jihovýchod od Slatiňan. V roce 2009 zde bylo evidováno 194 adres. V roce 2001 zde trvale žilo 95 obyvatel. V květnu roku 2016 proběhl Sraz rodáků Kunčí a těšil se velké oblibě jak místních, tak okolních obyvatel.
Kunčí je také název katastrálního území o rozloze 2,43 km2. Na katastru Kunčí se na pravém břehu Chrudimky nachází Mlýn Skály.